# Nitrato de metilo
El nitrato de metilo es el metil éster de ácido nítrico de fórmula química CH3NO3. Es tóxico y tiene una gran sensibilidad explosiva. Causa dolores de cabeza cuando se inhalan los vapores. 
Cuando se enciende se quema muy fuertemente con una llama azul-gris.

## Síntesis
El nitrato de metilo se puede sintetizar en laboratorio o a escala industrial a través de dos métodos: la destilación de una mezcla de 65% de ácido nítrico con metanol, o por la nitración de metanol por una mezcla de ácido sulfúrico y nítrico. El primer procedimiento no es aconsejable debido al gran peligro de explosión que representa el vapor de nitrato de metilo. La adición de una pequeña cantidad de urea, previene la descomposición de los gases nitrosos responsables de la explosión. El segundo procedimiento es esencialmente idéntico al de la nitroglicerina. Sin embargo, el proceso usualmente se lleva a cabo a una temperatura ligeramente superior y a escala industrial la mezcla se agita mecánicamente en lugar de utilizar aire comprimido. La esterificación cuidadosa de metanol con una mezcla de ácido nítrico/ácido sulfúrico, también conocida como mezcla de nitración, se produce bajo fuerte enfriamiento:
{\displaystyle \mathrm {CH_{3}OH\ +\ HNO_{3}\longrightarrow \ CH_{3}NO_{3}\ +\ H_{2}O} }
El nitrato de metilo el éster del ácido nítrico con el grupo alcohol del metanol. 

## Propiedades
El nitrato de metilo tiene una densidad de 1,21 g·cm-3, es un líquido incoloro con un olor fuerte y aromático, que rápidamente provoca fuertes dolores de cabeza. Es explosivo con una sensibilidad al impacto menor que la nitroglicerina y su volatilidad es mucho mayor.
La fuerza explosiva es similar a la nitroglicerina, y gelatiniza con la nitrocelulosa, de modo que Alfred Nobel planeó usarlo pero nunca fue utilizado técnicamente debido a su volatilidad. El vapor de nitrato de metilo es extremadamente explosivo incluso sin acceso al aire. En el siglo XIX la producción como paso intermedio para la síntesis de tintes llevó a varias explosiones catastróficas (por ejemplo, en St Denis, 1874). En un recipiente abierto sin evaporación previa el nitrato de metilo se quema en calma, 
cuando se produce la ignición en un tubo de ensayo se produce una explosión sin necesidad de detonador.
Algunos parámetros importantes de explosión son los siguientes:
- Entalpía de la explosión: 6754 kJ · kg-1 (H2O (l)) , 6055 kJ · kg-1 (H2O (g))
- Velocidad de detonación:  6300 m · s-1 a una densidad de 1,217 g · cm -3
- Volumen de los gases de explosión: 909 l · kg-1
- Energía específica: 1301 kJ · kg-1
- Temperatura de deflagración: rápida evaporación sin inflamación
- Ensayo de Trauzl: 61 cm³ / 10 g
- Sensibilidad al impacto: 0,2  N · m
- Sensibilidad a la fricción: hasta 353 N Carga pin sin ninguna reacción
- Prueba del casquillo de acero: diámetro crítico 18 mm

## Uso
A pesar de las propiedades superiores de los explosivos de nitrato de metilo, no ha recibido aplicación como un explosivo debido principalmente a su alta volatilidad que evita que se almacene o manipule de manera segura. 
Fue utilizado como combustible de cohetes en Alemania durante la Segunda Guerra Mundial, en una mezcla que contiene 25% de metanol, llamada "myrol". Esta mezcla se evapora a una velocidad constante por lo que su composición no cambia con el tiempo. 